# Waldskopf
Der Waldskopf ist ein 538 m ü. NHN hoher bewaldeter Berg in der Gemarkung Löhrbach im südhessischen Odenwald. Er liegt an der Grenze nach Trösel im Süden und Abtsteinach im Osten. Der Waldskopf ist die höchste Erhebung im Gemeindegebiet von Birkenau im Landkreis Bergstraße.
Auf dem Südhang des Waldskopf werden viele Christbäume in einer Plantage angebaut. Weiterhin gibt es dort einen der wenigen Weinberge im Odenwald. Am südwestlichen Hang des Waldkopfes steht eine Stechpalme, die mit einer Höhe von 13 Metern und einem Alter zwischen 170 und 180 Jahren eine der größten in ganz Deutschland ist und unter Naturschutz steht.
Waldskopf und Daumberg umschließen den östlichen Teil von Trösel, das so genannte „Oberndorf“.

## Naturdenkmal Teufelstein

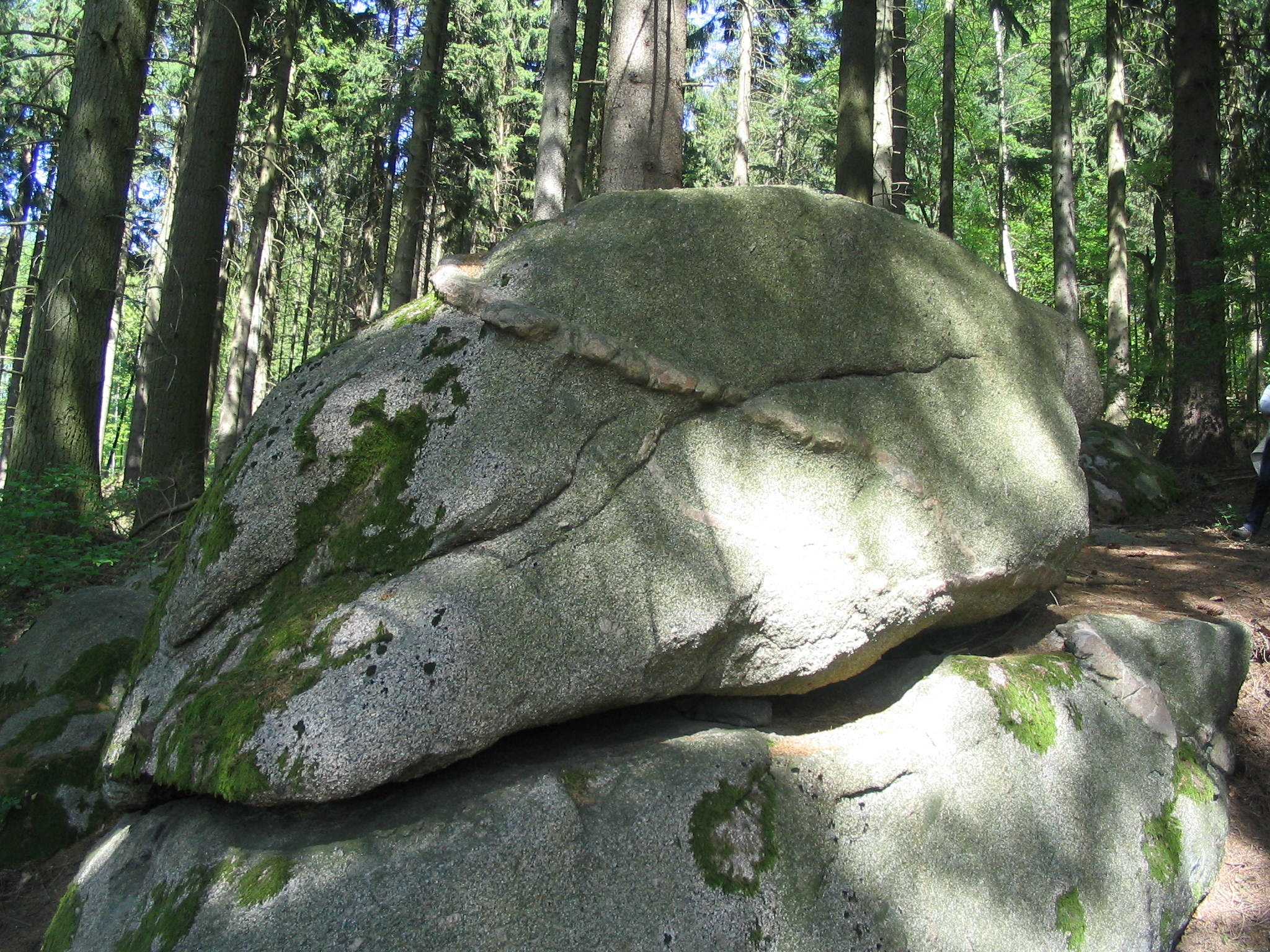
Der Teufelstein

400 m südwestlich vom Gipfel befindet sich das Naturdenkmal Teufelstein, ein großer Felsblock aus Biotitgranit. Er bildet zusammen mit weiteren Felsen ein kleines Felsenmeer, dessen Formen ein typisches Ergebnis der Wollsackverwitterung sind. Der Teufelstein wird von einem etwa 10 cm breiten Aplitgang durchzogen, der wegen seiner größeren Widerstandsfähigkeit etwas aus dem Granit herausragt.
Zwei Sagen knüpfen sich an den Teufelstein. In der ersten soll der Teufel einst mit einer starken eisernen Kette an den Felsen gefesselt gewesen sein. Bei seiner Befreiung soll durch das Bersten der Kette eine tiefe Furche im Felsen entstanden sein, die heute noch zu sehen ist.
Die zweite Sage berichtet von einem riesigen Goldschatz, der unter dem Teufelstein vergraben liegt. Mehrmals versuchten die Bauern der umliegenden Dörfer gemeinsam, den Schatz in schwerer Arbeit zu heben. Der Stein war schon beinahe umgekippt. Bedingung war aber, dass während der Arbeit niemand auch nur ein Wort sprechen durfte. Weil einige Hexen die Männer irritierten und verspotteten, ließ sich am Ende ein Bauer zu einem Fluch hinreißen und die Aktion scheiterte im letzten Moment.
Der Flurname Teufelstein ist seit dem 19. Jahrhundert belegt. Im Odenwald gibt es einen weiteren Teufelstein, eine Felsformation bei Reichenbach.

## Bilder vom Waldskopf

Waldskopf (mit Christbaumschule)
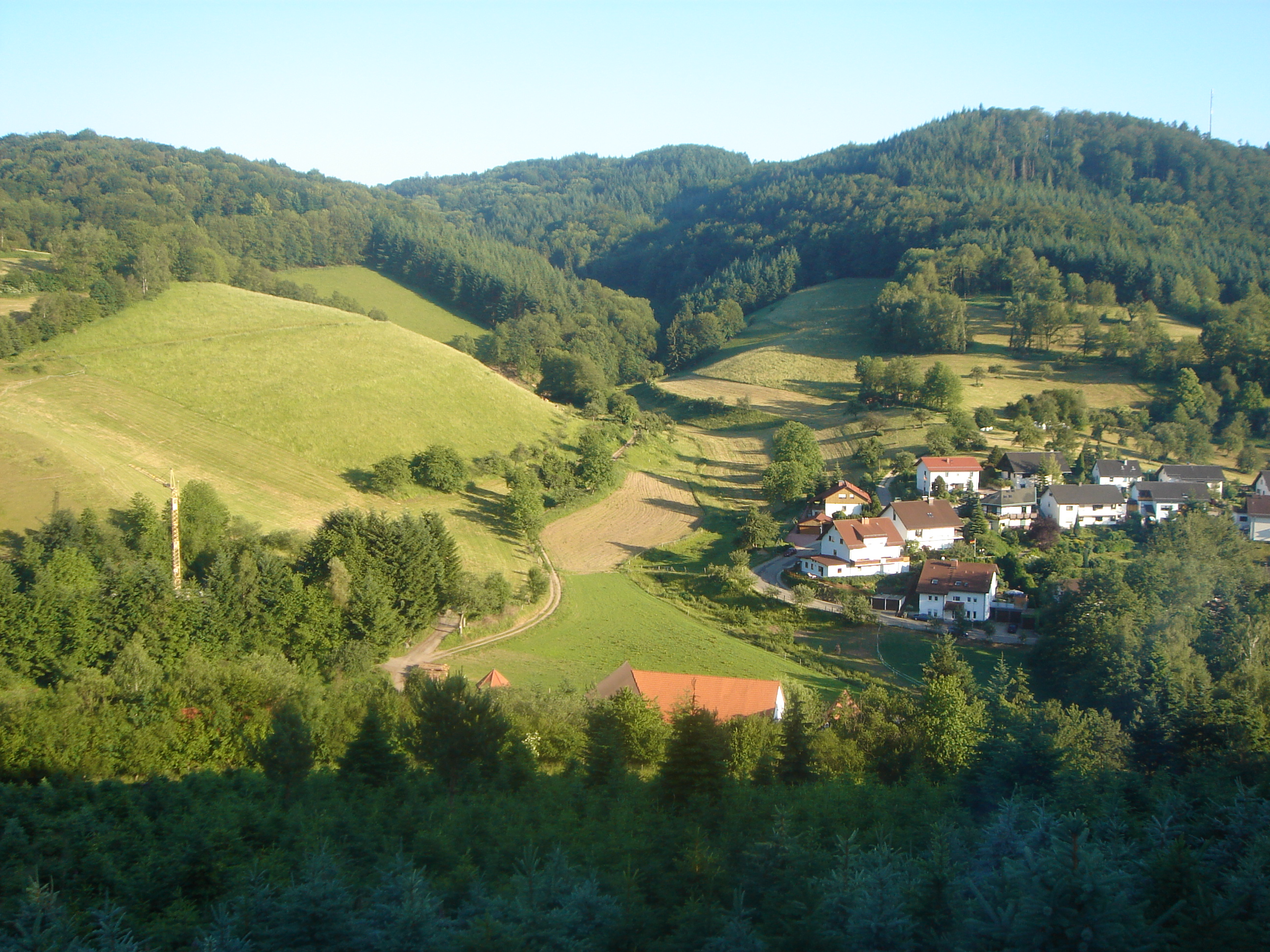
Blick vom Gipfel
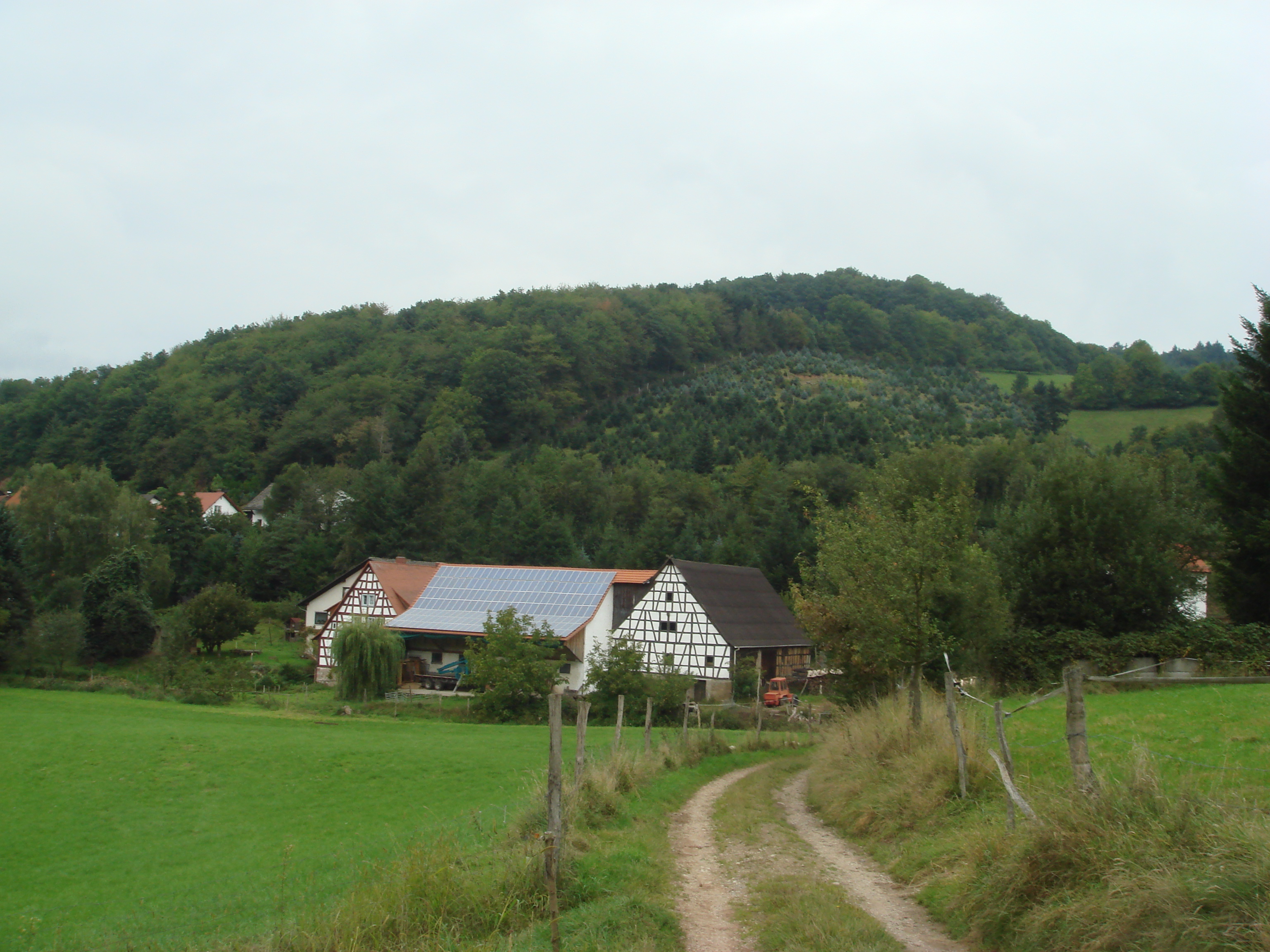
Waldskopf vom Tal
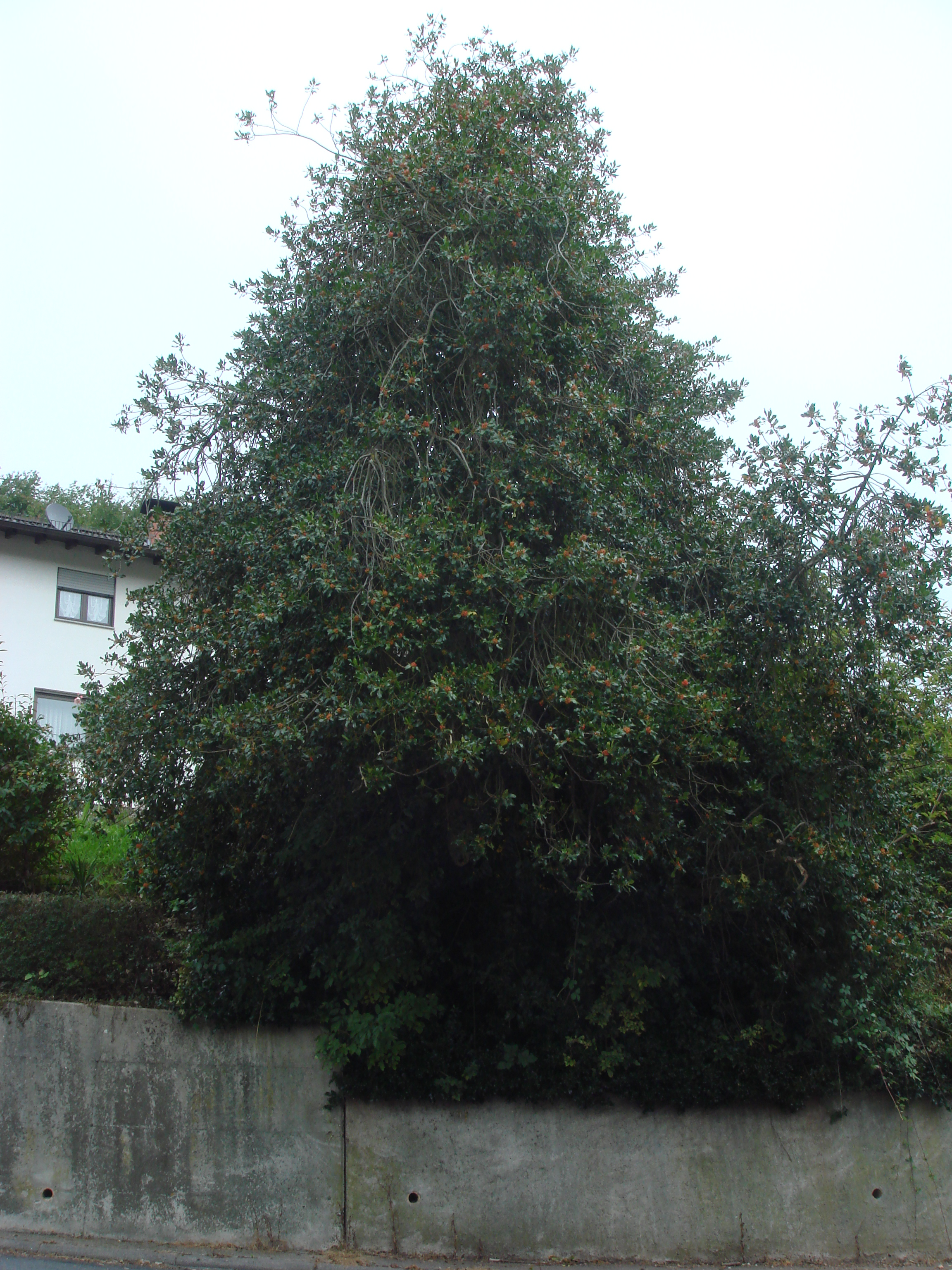
Deutschlands größte Stechpalme …
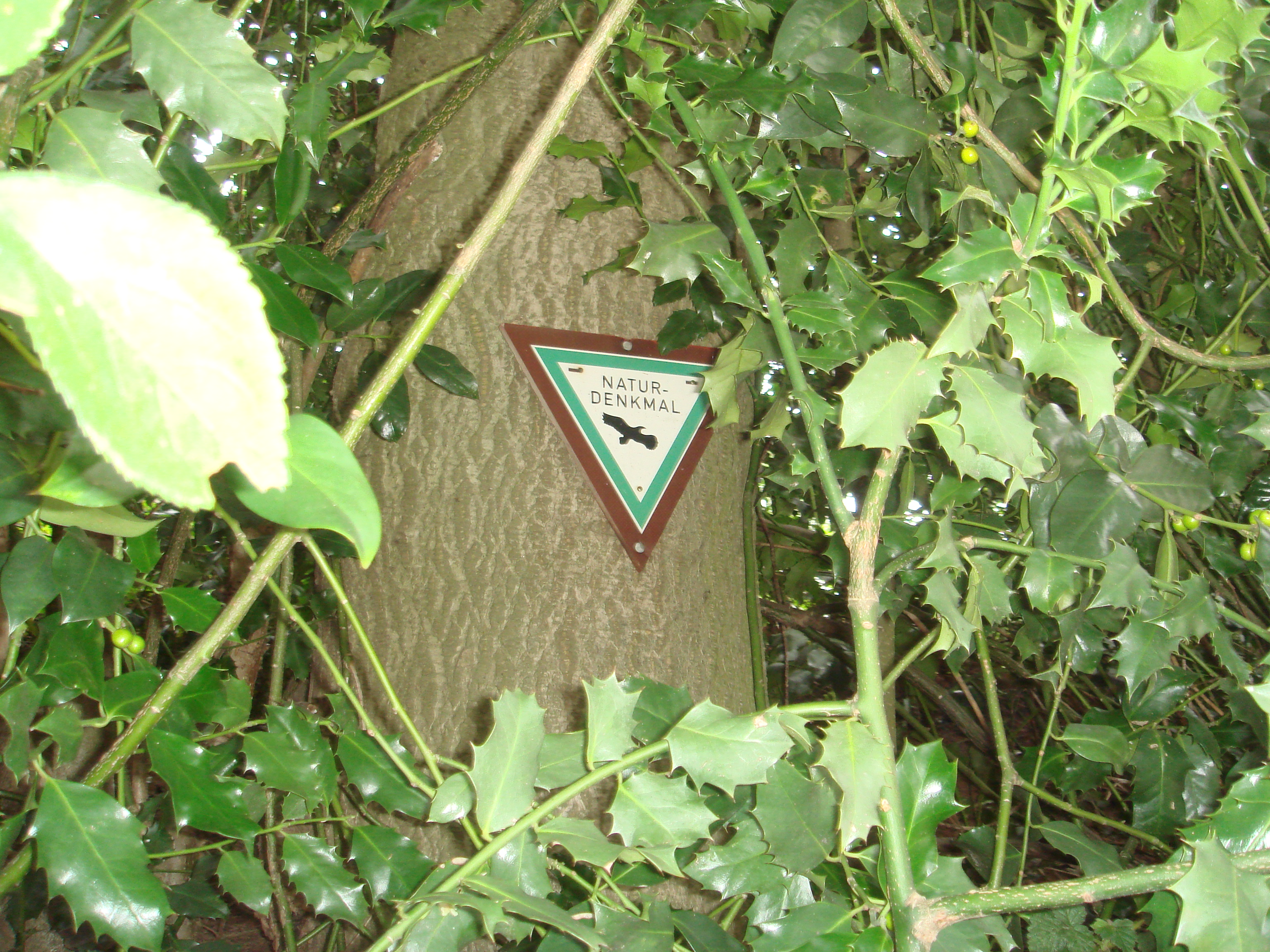
… ist ein Naturdenkmal
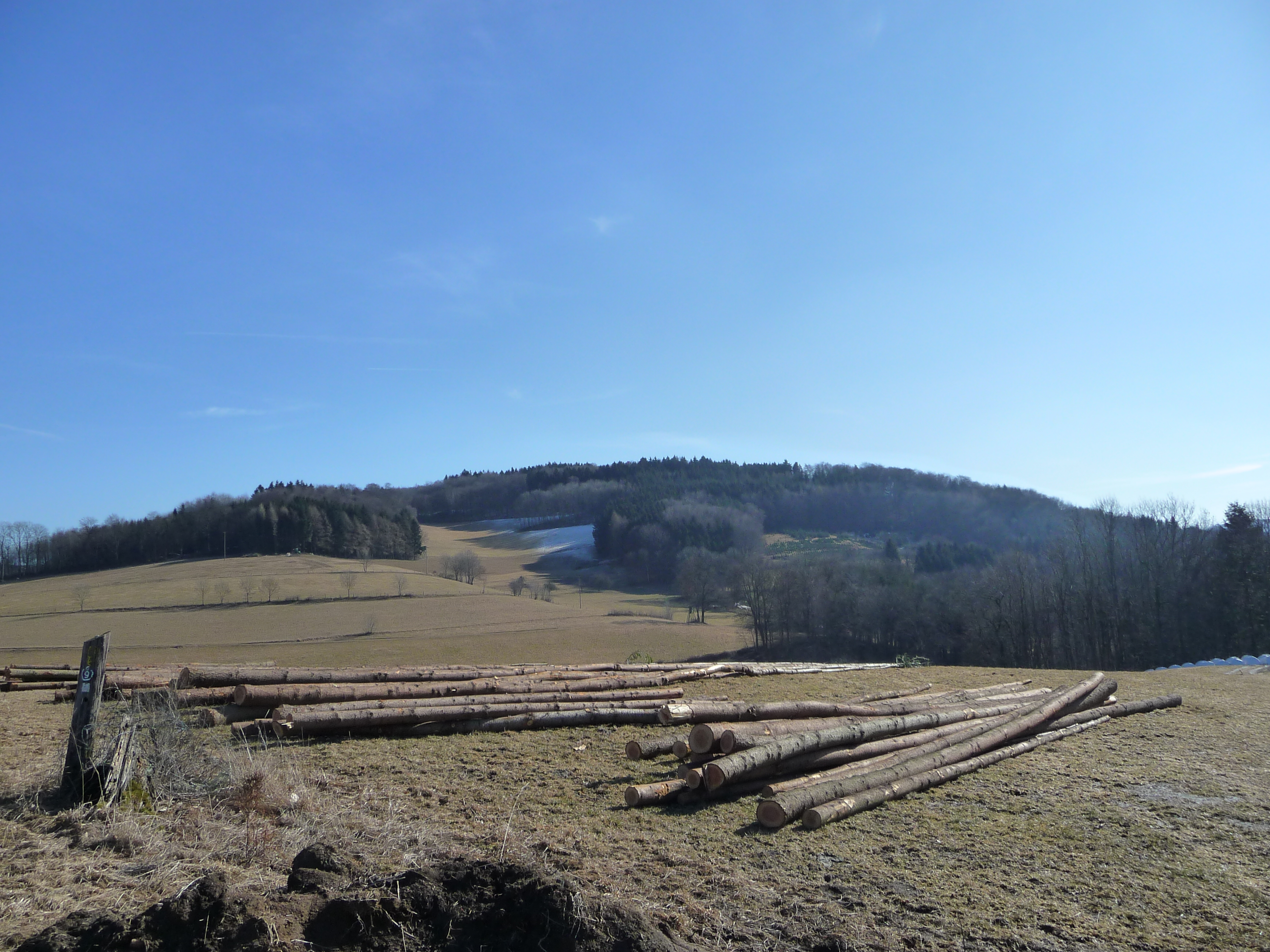
Waldskopf im Winter

## Kartenmaterial
- Hessisches Landesvermessungsamt: TF 20-9, Der Überwald. Topographische Freizeitkarte 1:20.000. Wiesbaden: Hessisches Landesvermessungsamt, 2000, ISBN 3-89446-293-0